# NGC 7829
NGC 7829 ist eine Linsenförmige Galaxie vom Hubble-Typ S0 im Sternbild Walfisch südlich der Ekliptik. Sie ist schätzungsweise 258 Millionen Lichtjahre von der Milchstraße entfernt und hat einen Durchmesser von etwa 75.000 Lichtjahren. Gemeinsam mit NGC 7828 bildet sie das wechselwirkende Galaxienpaar Arp 144.
Halton Arp gliederte seinen Katalog ungewöhnlicher Galaxien nach rein morphologischen Kriterien in Gruppen. Diese Galaxie gehört zu der Klasse Elliptischer Galaxien mit ausströmenden Material (Arp-Katalog).
Das Objekt wurde im Jahr 1886 Francis Preserved Leavenworth entdeckt.

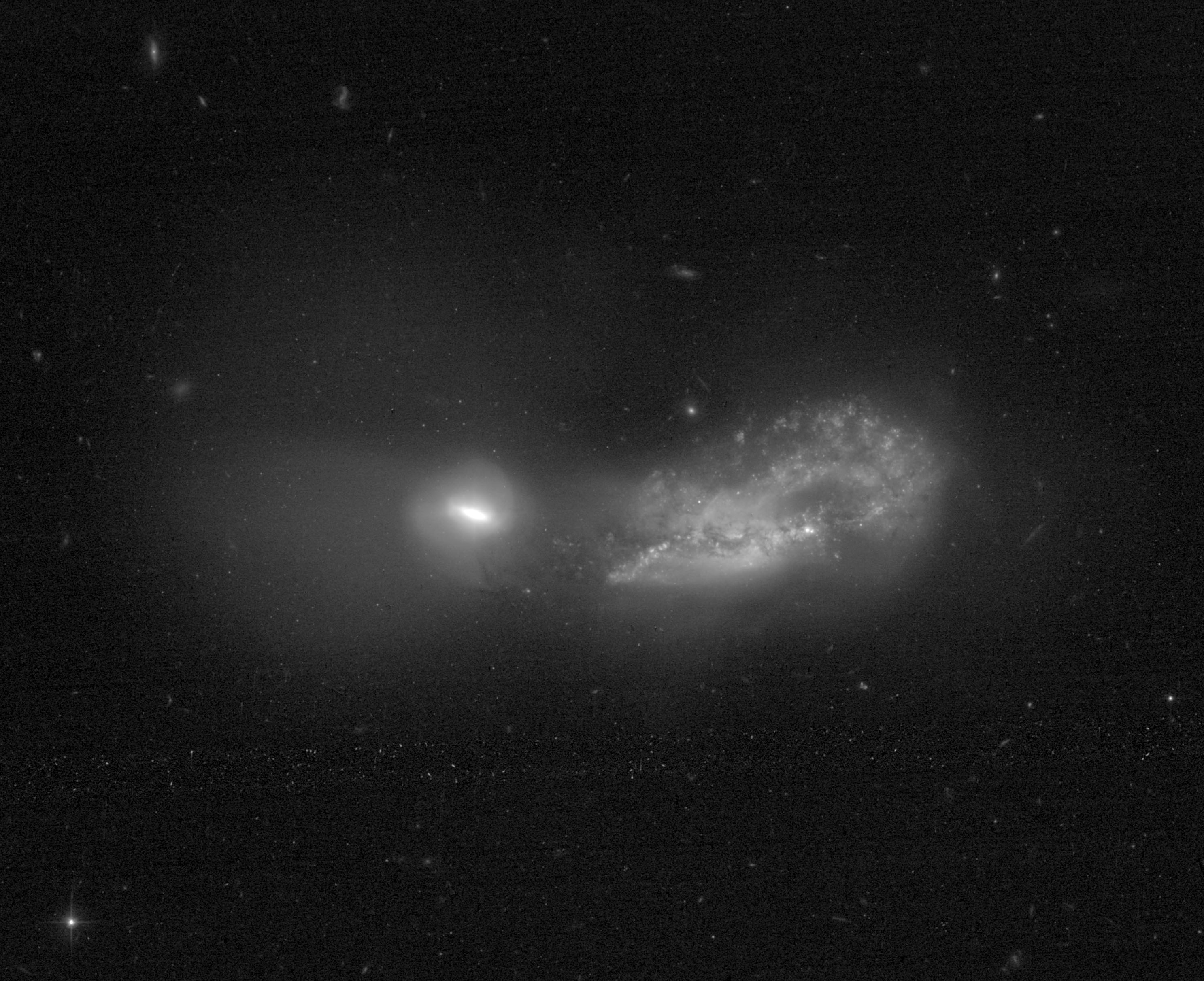
Aufnahme mithilfe des Hubble-Weltraumteleskops